# Saint-Martin-de-la-Cluze
Saint-Martin-de-la-Cluze là một xã thuộc tỉnh Isère, vùng Rhône-Alpes, đông nam nước Pháp.